# Danlí (gmina)
Danlí – gmina (municipio) w południowym Hondurasie, w departamencie El Paraíso. W 2010 roku zamieszkana była przez ok. 181,2 tys. mieszkańców. Siedzibą administracyjną jest miasto Danlí.

## Położenie
Gmina położona jest w środkowej części departamentu. Graniczy z 7 gminami:
- Teupasenti, Juticalpa i Patuca od północy,
- Trojes od wschodu,
- El Paraíso, San Matías i Jacaleapa od zachodu.

Od południa gmina sąsiaduje z Nikaraguą.

## Miejscowości
Według Narodowego Instytutu Statystycznego Hondurasu w 2001 roku na terenie gminy położone były wsie:

- Danlí
- Agua Fría
- Apalí
- Araulí
- Bañaderos
- Buena Esperanza de Azabache
- Chirinos
- El Arenal
- El Barro
- El Chichicaste
- El Maguelar
- El Matasano
- El Obraje
- El Olingo
- El Pataste
- El Pescadero
- El Porvenir
- El Pozo Bendito
- El Tablón
- El Zamorano
- El Zapotillo
- El Zarzal
- Gualiqueme
- Jutiapa
- La Lima
- La Lodosa
- La Trinidad o Sartenejas
- Las Animas
- Linaca
- Palmillas
- Quebrada Arriba uOculí
- Quebrada Larga
- San Diego
- San Julián
- San Marcos Abajo
- Santa María
- Villa Santa

Dodatkowo na jej obszarze znajdowało się 558 przysiółków.

## Demografia
Według danych honduraskiego Narodowego Instytutu Statystycznego na rok 2010 struktura wiekowa i płciowa ludności w gminie przedstawiała się następująco:
| Wiek      | 0–3    | 4–6    | 7–12   | 13–17  | 18–24  | 25–64  | 65+   | razem   |
| Danlí     | 20 020 | 13 968 | 27 110 | 21 469 | 25 586 | 66 170 | 6 865 | 181 188 |
| Mężczyźni | 10 334 | 7 166  | 13 608 | 10 595 | 12 860 | 32 388 | 3 299 | 90 250  |
| Kobiety   | 9 685  | 6 802  | 13 502 | 10 875 | 12 726 | 33 782 | 3 566 | 90 938  |